# Jussy (Aisne)
Pour les articles homonymes, voir Jussy.
Jussy est une commune française située dans le département de l'Aisne, en région Hauts-de-France.

## Géographie

### Communes limitrophes
| Saint-Simon     | Clastres          | Montescourt-Lizerolles |
| Flavy-le-Martel | Jussy             | Remigny                |
|                 | Frières-Faillouël | Mennessis              |

- Altitude : 73 m.
- Région naturelle : Noyonnais (plaine basse).
- La commune de Jussy est bordée par le canal de Saint-Quentin, par des marais et des bois.
- La commune comprend trois hameaux et écarts : Camas (hameau), Bray (ferme) et la Cendrière.
- La commune est traversée par la ligne d'Amiens à Laon. Elle disposait de la gare de Jussy, fermée et dont ne subsiste qu'un bout de quai. Les voyageurs sont désormais desservis par un Taxi TER à la demande

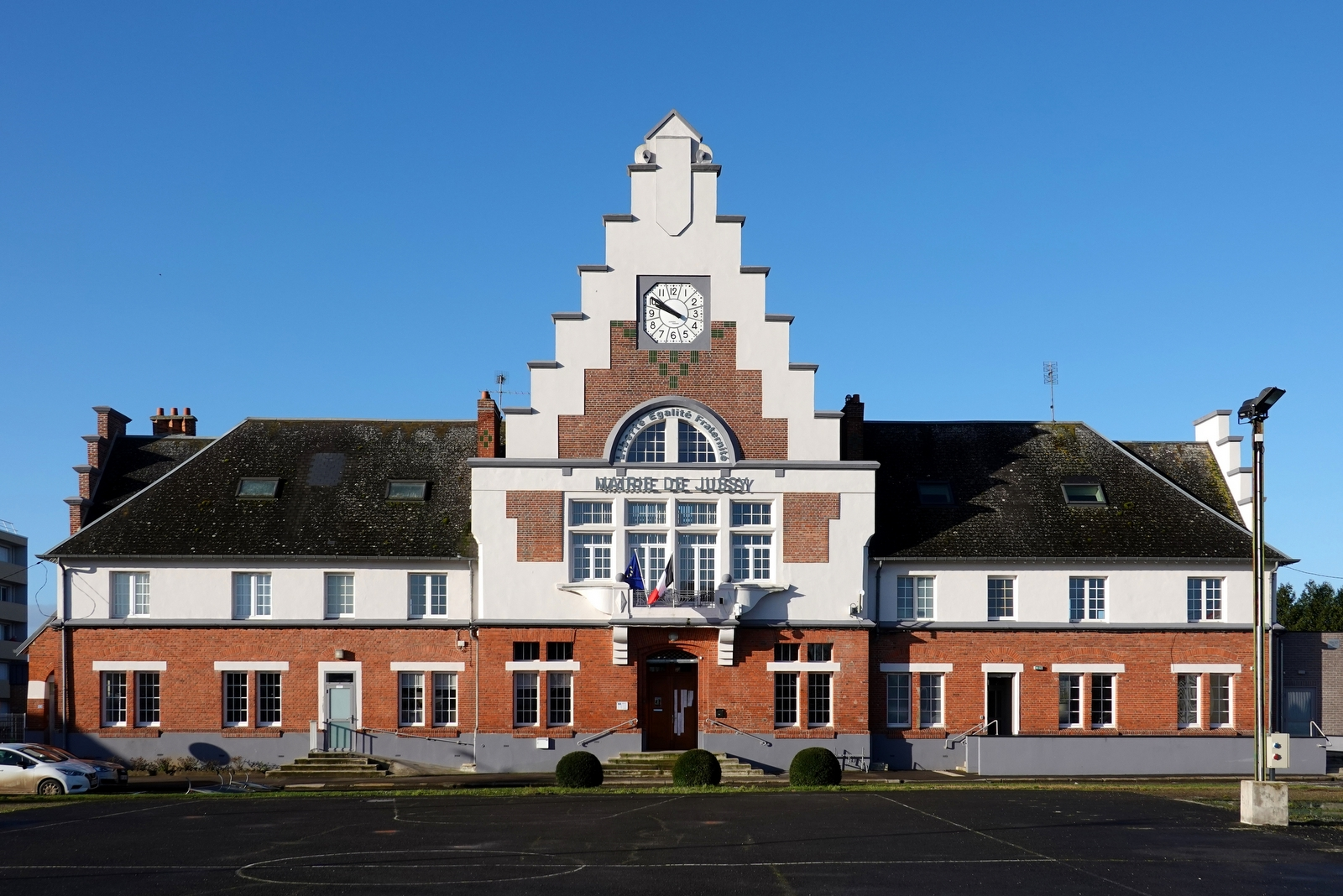
Mairie de Jussy
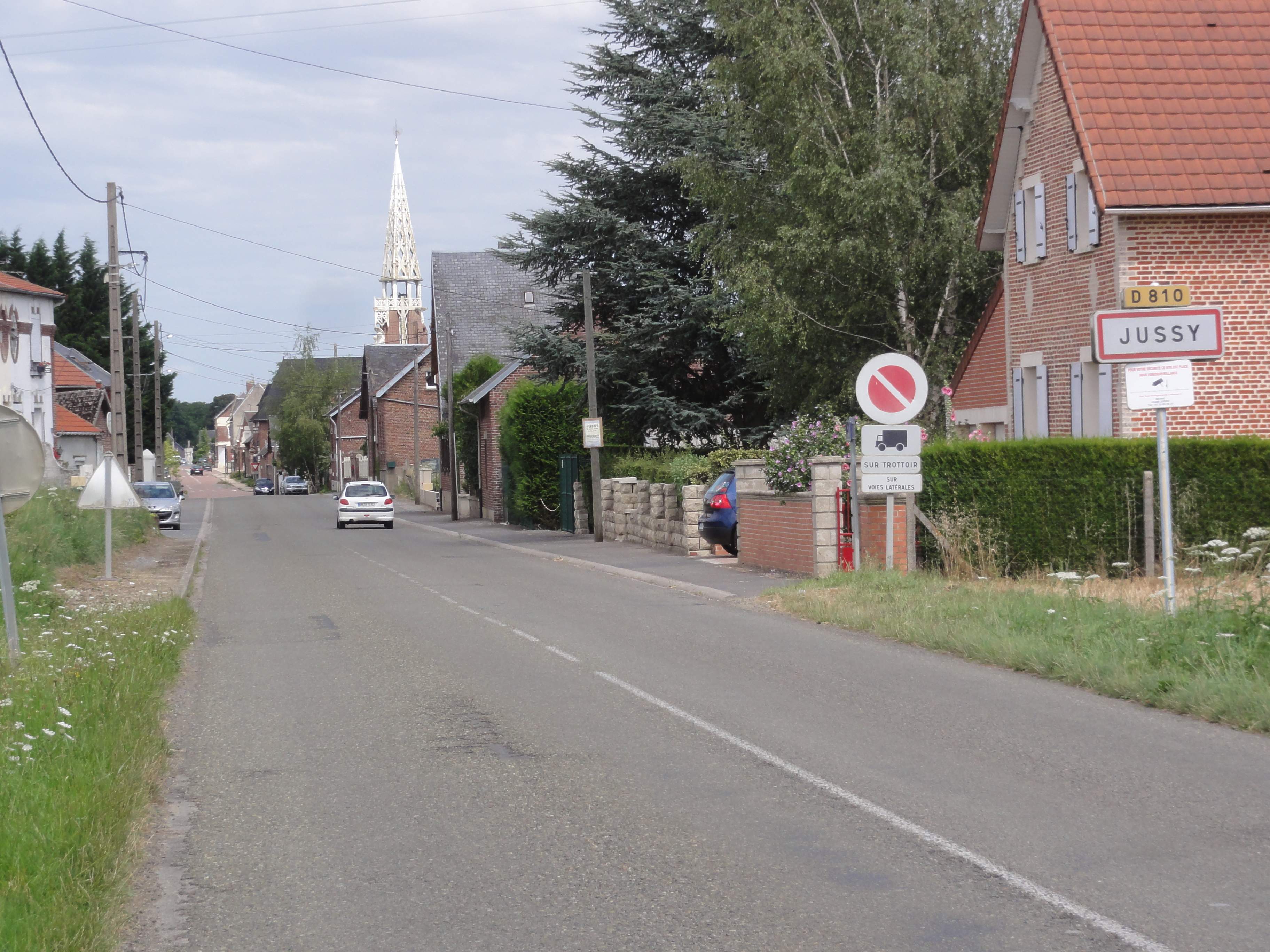
Entrée de Jussy.
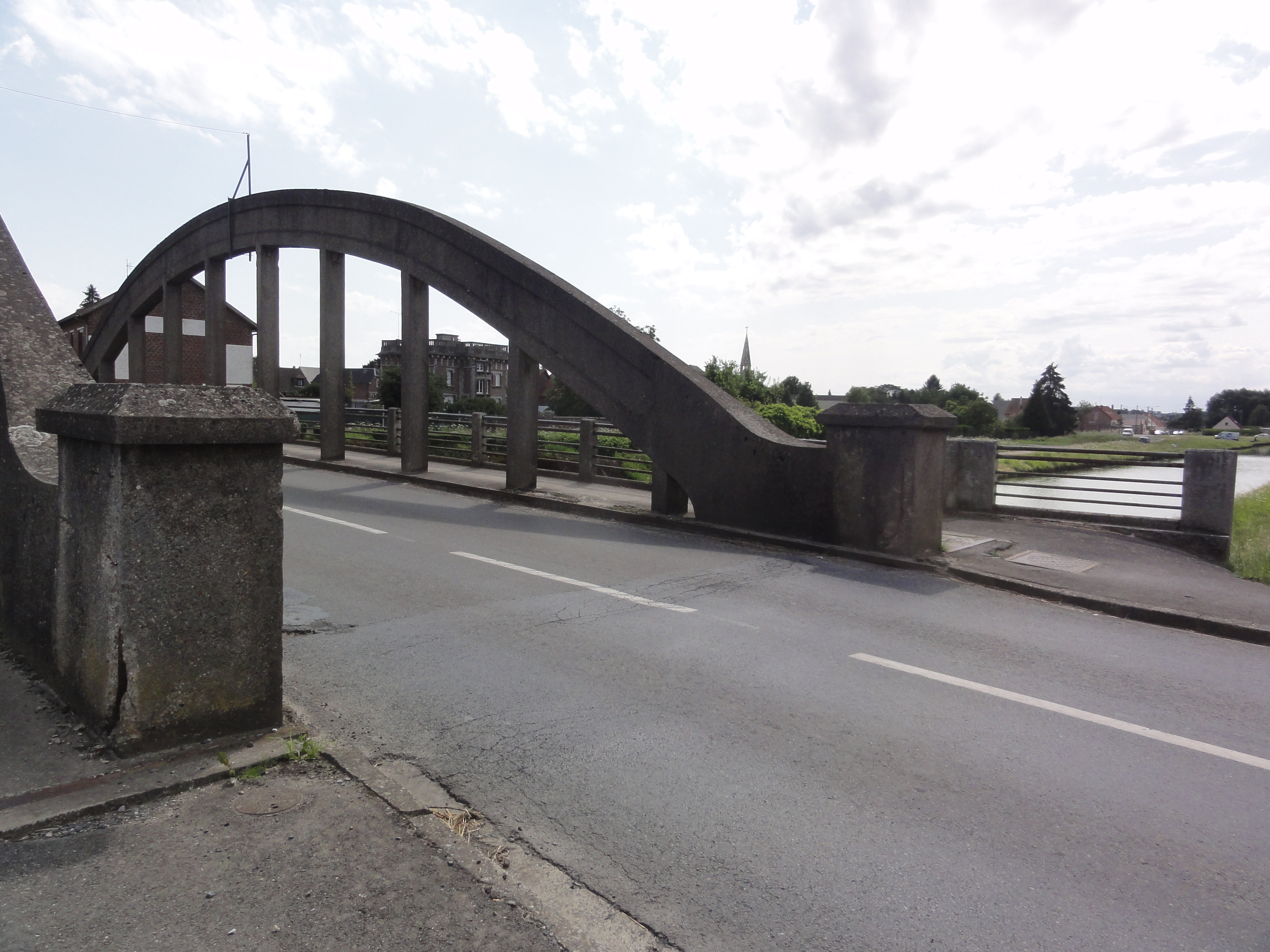
Pont sur le canal de Saint-Quentin.
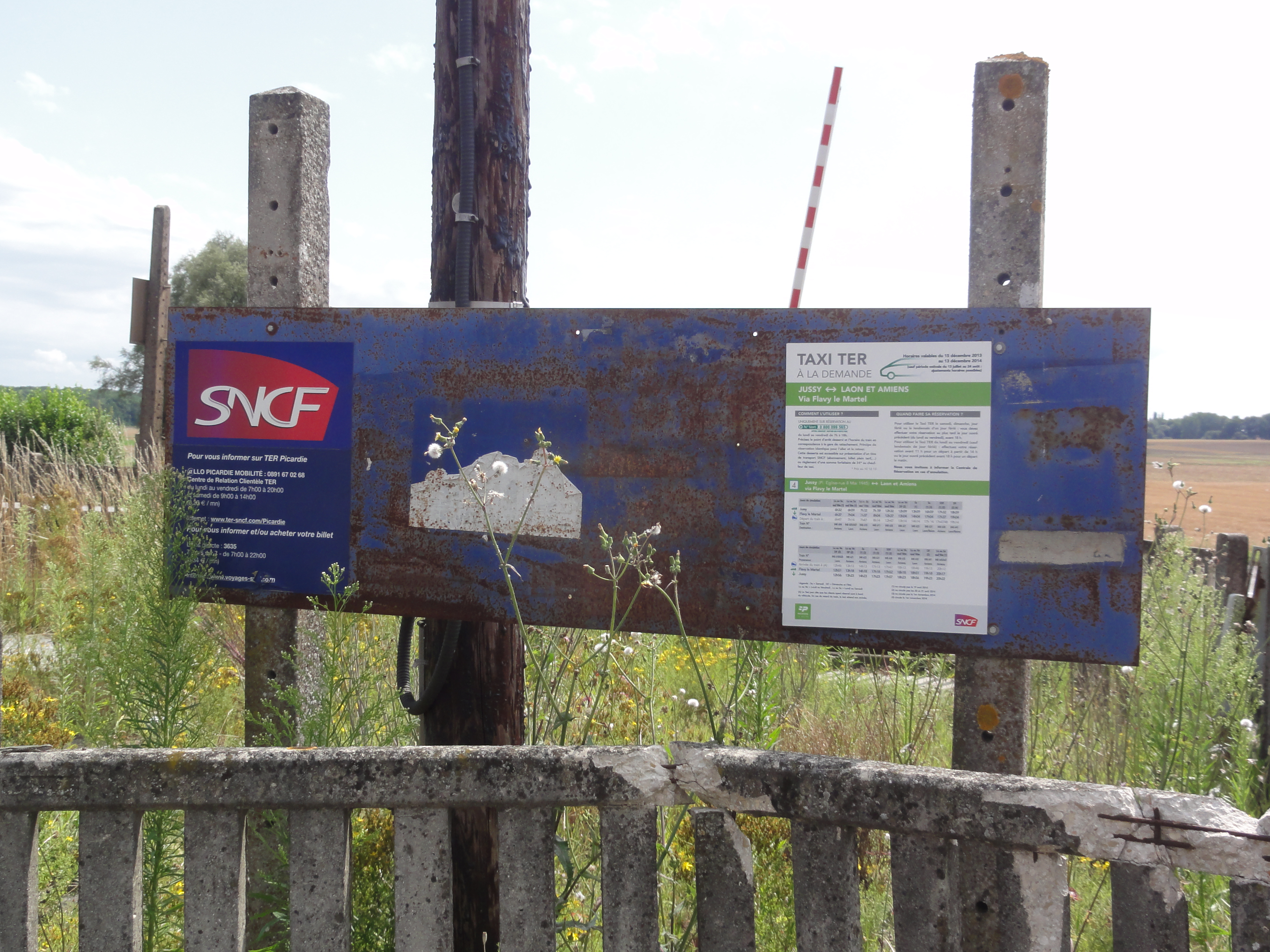
Ancienne gare, panneau Taxi TER à la demande.

### Hydrographie

#### Réseau hydrographique
La commune est traversée par la ligne de partage des eaux entre les bassins hydrographiques Artois-Picardie et Seine-Normandie. Elle est drainée par la Clastroise, le canal de Saint-Quentin, le canal de St-Quentin vers la Somme le canalisée et le fossé de Rougemont,.
Le canal de Saint-Quentin, long de 92,5 km, assure la jonction entre l'Oise, la Somme et l'Escaut et met en relation le Bassin parisien, le Nord de la France et la Belgique.

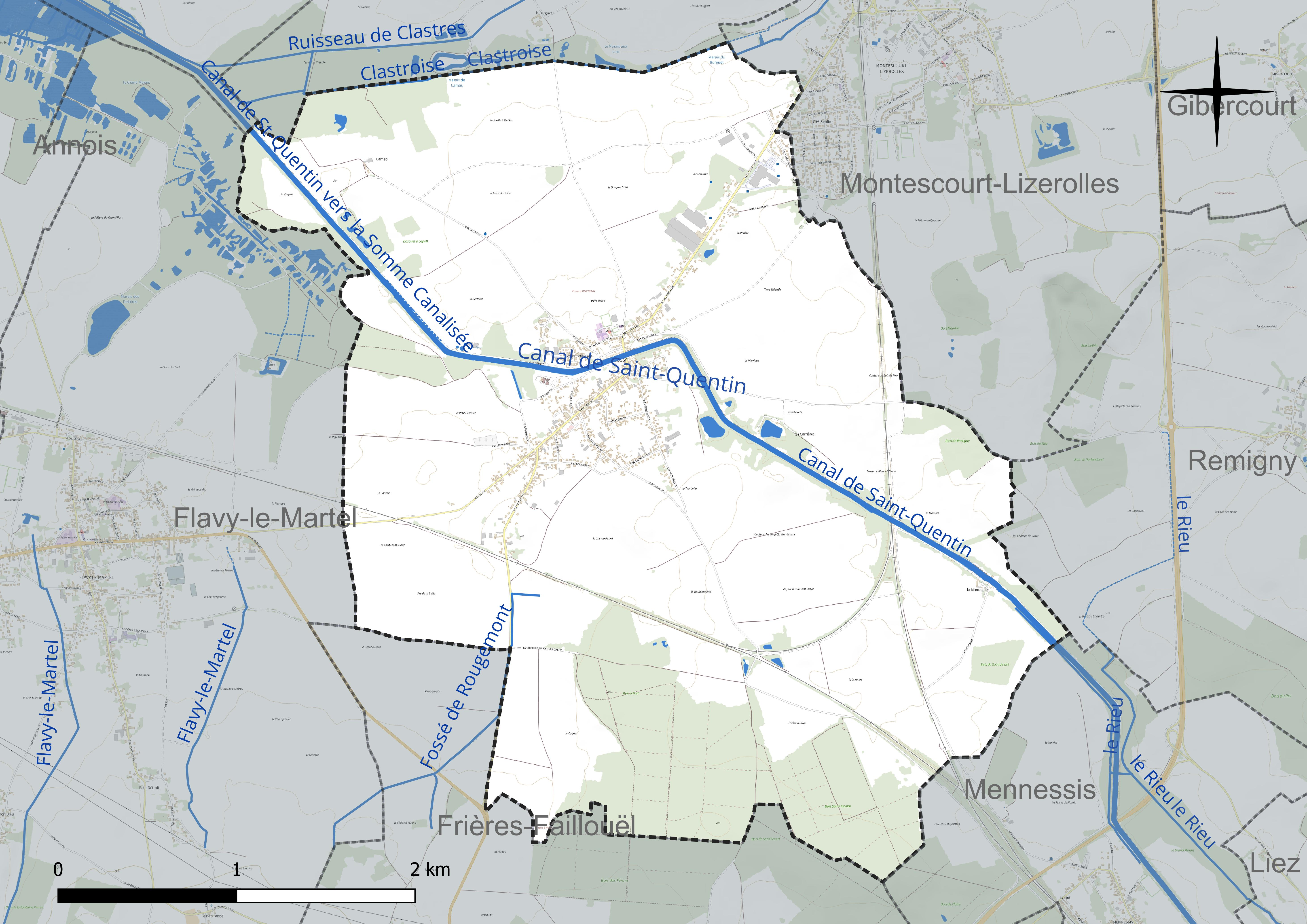
Réseau hydrographique de Jussy.

#### Gestion et qualité des eaux
Le territoire communal est couvert par le schéma d'aménagement et de gestion des eaux (SAGE) « Haute Somme ». Ce document de planification concerne un territoire de 1 798 km2 de superficie, délimité par le bassin versant de la Haute Somme est constitué d'un réseau hydrographique complexe de cours d'eau, de marais, d'étangs et de canaux. Le périmètre a été arrêté le 21 avril 2006 et le SAGE proprement dit a été approuvé le 15 juin 2017. La structure porteuse de l'élaboration et de la mise en œuvre est le syndicat mixte d'aménagement hydraulique du bassin versant de la Somme (AMEVA).
La qualité des cours d'eau peut être consultée sur un site dédié géré par les agences de l'eau et l'Agence française pour la biodiversité.

### Climat
Pour des articles plus généraux, voir Climat des Hauts-de-France et Climat de l'Aisne.
En 2010, le climat de la commune est de type climat océanique dégradé des plaines du Centre et du Nord, selon une étude du CNRS s'appuyant sur une série de données couvrant la période 1971-2000. En 2020, Météo-France publie une typologie des climats de la France métropolitaine dans laquelle la commune est dans une zone de transition entre le climat océanique et le climat océanique altéré et est dans la région climatique Nord-est du bassin Parisien, caractérisée par un ensoleillement médiocre, une pluviométrie moyenne régulièrement répartie au cours de l'année et un hiver froid (3 °C).
Pour la période 1971-2000, la température annuelle moyenne est de 10,4 °C, avec une amplitude thermique annuelle de 14,9 °C. Le cumul annuel moyen de précipitations est de 709 mm, avec 11,4 jours de précipitations en janvier et 8,8 jours en juillet. Pour la période 1991-2020, la température moyenne annuelle observée sur la station météorologique la plus proche, située sur la commune de Fontaine-lès-Clercs à 10 km à vol d'oiseau, est de 10,8 °C et le cumul annuel moyen de précipitations est de 683,4 mm,. Pour l'avenir, les paramètres climatiques de la commune estimés pour 2050 selon différents scénarios d'émission de gaz à effet de serre sont consultables sur un site dédié publié par Météo-France en novembre 2022.

## Urbanisme

### Typologie
Jussy est une commune rurale,. Elle fait en effet partie des communes peu ou très peu denses, au sens de la grille communale de densité de l'Insee,.
Elle appartient à l'unité urbaine de Montescourt-Lizerolles, une agglomération intra-départementale regroupant 2 communes et 2 908 habitants en 2017, dont elle est une commune de la banlieue,.
Par ailleurs la commune fait partie de l'aire d'attraction de Saint-Quentin, dont elle est une commune de la couronne. Cette aire, qui regroupe 120 communes, est catégorisée dans les aires de 50 000 à moins de 200 000 habitants,.

### Occupation des sols
L'occupation des sols de la commune, telle qu'elle ressort de la base de données européenne d'occupation biophysique des sols Corine Land Cover (CLC), est marquée par l'importance des territoires agricoles (78,6 % en 2018), une proportion sensiblement équivalente à celle de 1990 (79,1 %). La répartition détaillée en 2018 est la suivante : 
terres arables (70,2 %), forêts (11,8 %), zones urbanisées (6 %), zones agricoles hétérogènes (4,5 %), prairies (3,9 %), zones industrielles ou commerciales et réseaux de communication (1,9 %), milieux à végétation arbustive et/ou herbacée (1,2 %), eaux continentales (0,5 %).
L'évolution de l'occupation des sols de la commune et de ses infrastructures peut être observée sur les différentes représentations cartographiques du territoire : la carte de Cassini (XVIIIe siècle), la carte d'état-major (1820-1866) et les cartes ou photos aériennes de l'IGN pour la période actuelle (1950 à aujourd'hui).

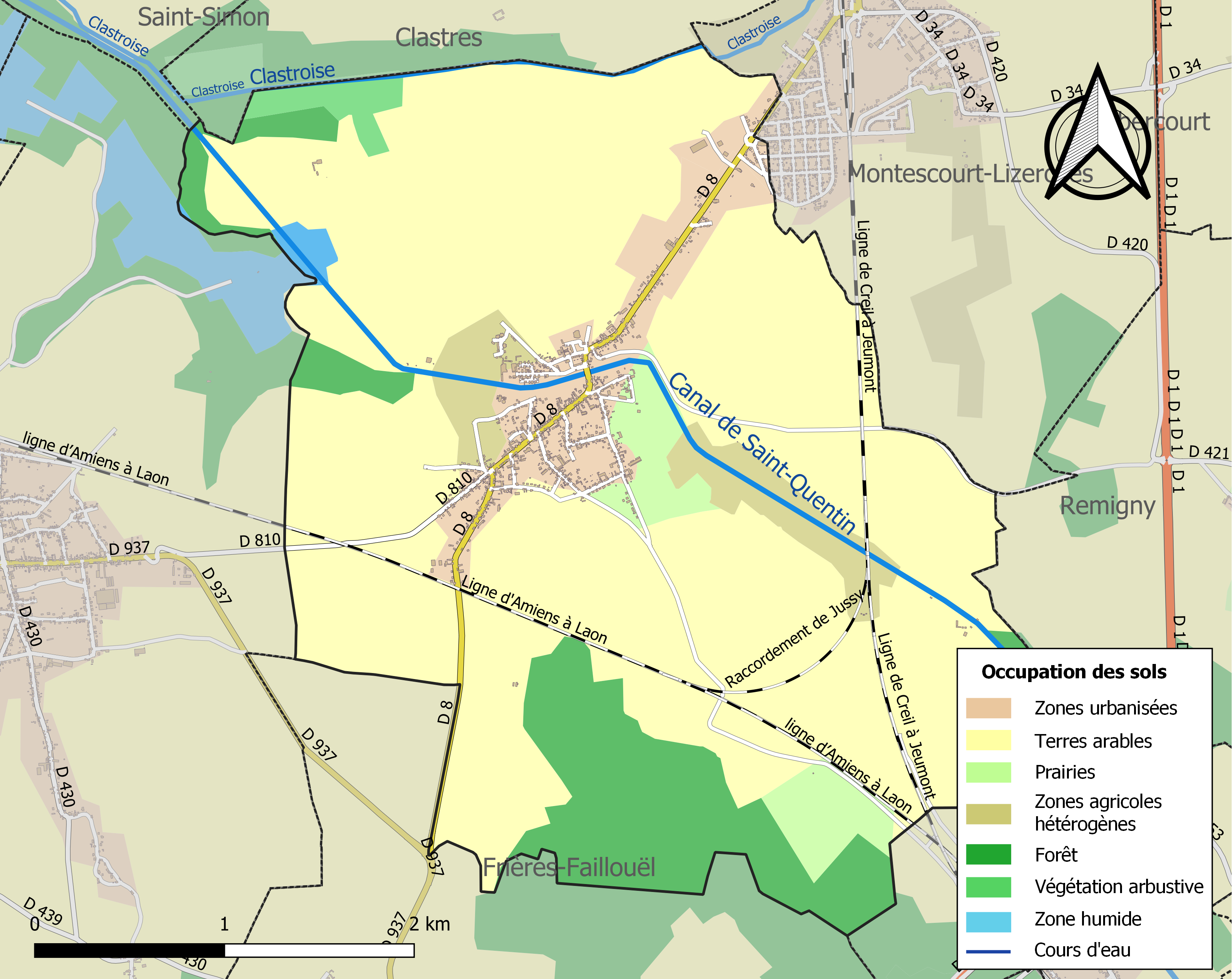
Carte de l'occupation des sols de la commune en 2018 (CLC).
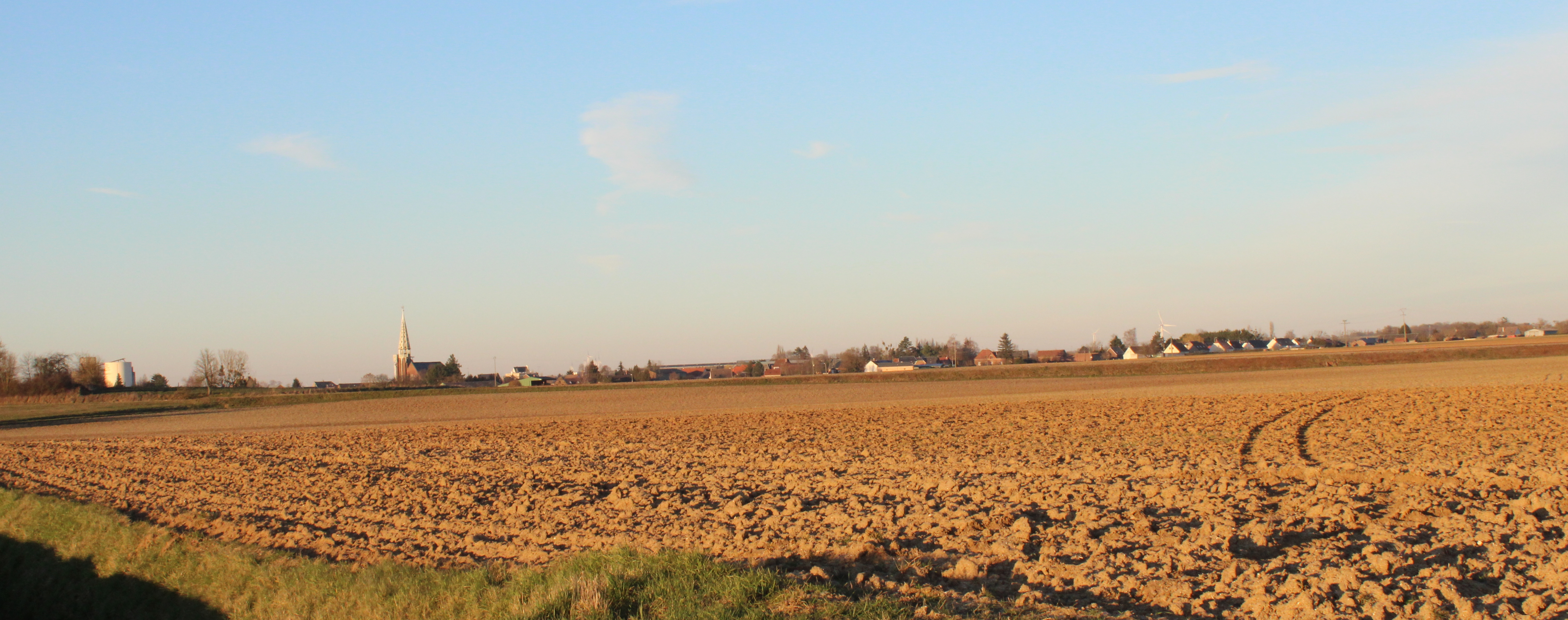
Panorama du village depuis la route de Villequier-Aumont.

## Toponymie
Ancien nom : Jussiacus[réf. nécessaire].
- Il existe une autre commune homonyme Jussy dans le département de la Moselle.

## Histoire
Mentionnée dans une charte en 1046.
La commune dépendait autrefois de la généralité de Soissons, du bailliage de Chauny, élection et diocèse de Noyon.
Lors de la Première Guerre mondiale, le 29 août 1914, les troupes allemandes tentent de passer par le pont du village, mais ils sont repoussés par les 3e et 5e brigades de cavalerie du corps expéditionnaire britannique et les pépères du 10e RIT de Saint-Quentin.

## Politique et administration

La communauté d'agglomération du Saint-Quentinois dans le département de l'Aisne.

### Rattachements administratifs et électoraux
La commune se trouve dans l'arrondissement de Saint-Quentin du département de l'Aisne. Pour l'élection des députés, elle fait partie de la deuxième circonscription de l'Aisne.
Elle faisait partie depuis 1793 du canton de Saint-Simon. Dans le cadre du redécoupage cantonal de 2014 en France, elle fait désormais partie du canton de Ribemont.

### Intercommunalité
La commune faisait partie de la communauté de communes du canton de Saint-Simon (C32S), créée fin 1994.
Dans le cadre des dispositions de la loi portant nouvelle organisation territoriale de la République (Loi NOTRe) du 7 août 2015, qui prévoit que les établissements publics de coopération intercommunale (EPCI) à fiscalité propre doivent avoir un minimum de 15 000 habitants (sous réserve de certaines dérogations bénéficiant aux territoires de très faible densité), le préfet de l'Aisne a adopté un nouveau schéma départemental de coopération intercommunale par arrêté du 30 mars 2016 qui prévoit notamment la fusion de la  communauté de communes du canton de Saint-Simon et de la communauté d'agglomération de Saint-Quentin, aboutissant au regroupement de 39 communes comptant 83 287 habitants.
Cette fusion est intervenue le 1er janvier 2017, et la commune est désormais membre de la communauté d'agglomération du Saint-Quentinois.

### Liste des maires
| Période                                  | Période                   | Identité          | Étiquette | Qualité                                                                    |
| ---------------------------------------- | ------------------------- | ----------------- | --------- | -------------------------------------------------------------------------- |
| Les données manquantes sont à compléter. |                           |                   |           |                                                                            |
| avant 1988                               | ?                         | Camille Sorriaux  |           |                                                                            |
| mars 2001                                | 2014                      | Richard Trepant   | UMP       | Médecin retraité                                                           |
| avril 2014                               | En cours (au 27 mai 2020) | Jean-Marie Gondry | DVD       | Directeur de centre socio-éducatif retraité Réélu pour le mandat 2020-2026 |

## Démographie
L'évolution du nombre d'habitants est connue à travers les recensements de la population effectués dans la commune depuis 1793. Pour les communes de moins de 10 000 habitants, une enquête de recensement portant sur toute la population est réalisée tous les cinq ans, les populations de référence des années intermédiaires étant quant à elles estimées par interpolation ou extrapolation. Pour la commune, le premier recensement exhaustif entrant dans le cadre du nouveau dispositif a été réalisé en 2007.

En 2022, la commune comptait 1 186 habitants, en évolution de −4,82 % par rapport à 2016 (Aisne : −1,97 %, France hors Mayotte : +2,11 %).
| 1793 | 1800 | 1806 | 1821 | 1831  | 1836  | 1841  | 1846  | 1851  |
| ---- | ---- | ---- | ---- | ----- | ----- | ----- | ----- | ----- |
| 939  | 976  | 961  | 966  | 1 202 | 1 200 | 1 272 | 1 405 | 1 308 |

| 1856  | 1861  | 1866  | 1872  | 1876  | 1881  | 1886  | 1891  | 1896  |
| ----- | ----- | ----- | ----- | ----- | ----- | ----- | ----- | ----- |
| 1 200 | 1 344 | 1 365 | 1 354 | 1 440 | 1 307 | 1 275 | 1 243 | 1 302 |

| 1901  | 1906  | 1911  | 1921  | 1926  | 1931  | 1936  | 1946  | 1954  |
| ----- | ----- | ----- | ----- | ----- | ----- | ----- | ----- | ----- |
| 1 344 | 1 314 | 1 266 | 1 061 | 1 033 | 1 053 | 1 105 | 1 018 | 1 149 |

| 1962  | 1968  | 1975  | 1982  | 1990  | 1999  | 2006  | 2007  | 2012  |
| ----- | ----- | ----- | ----- | ----- | ----- | ----- | ----- | ----- |
| 1 168 | 1 094 | 1 242 | 1 194 | 1 247 | 1 289 | 1 250 | 1 244 | 1 229 |

| 2017  | 2022  | - | - | - | - | - | - | - |
| ----- | ----- | - | - | - | - | - | - | - |
| 1 260 | 1 186 | - | - | - | - | - | - | - |

## Culture locale et patrimoine

### Lieux, monuments et sites
- Église Saint-Quentin de Jussy (style Art déco, vitrail de Paul Charavel). Bénédiction de la nouvelle église et baptême des trois cloches : le 20 septembre 1925.

Quentine-Maria-Sophie (800 kilos) : parrain  Pierre Renard, marraine  Émilie Nouvion
Marie-Georgette-Ida (560 kilos) : parrain  abbé Georges Lemaître, marraine  Ida Renard
Alphonsine-Alice-Amanda (450 kilos) : parrain  Georges Lefèvre, marraine  Alice Chantreux épouse Flamant.
- Monument aux morts en calcaire. Sculpteur : Raoul Josset. Année de création : 1924. Inauguré le 19 avril 1925. (coût : 36 000 F)[réf. nécessaire].
- Croix de mission et calvaire.
- Carrière de lignite (cendres noires) ouverte en 1735.
- Usine LU (anciennement Bozon-Verduraz puis Vandamme) du groupe Kraft Foods.

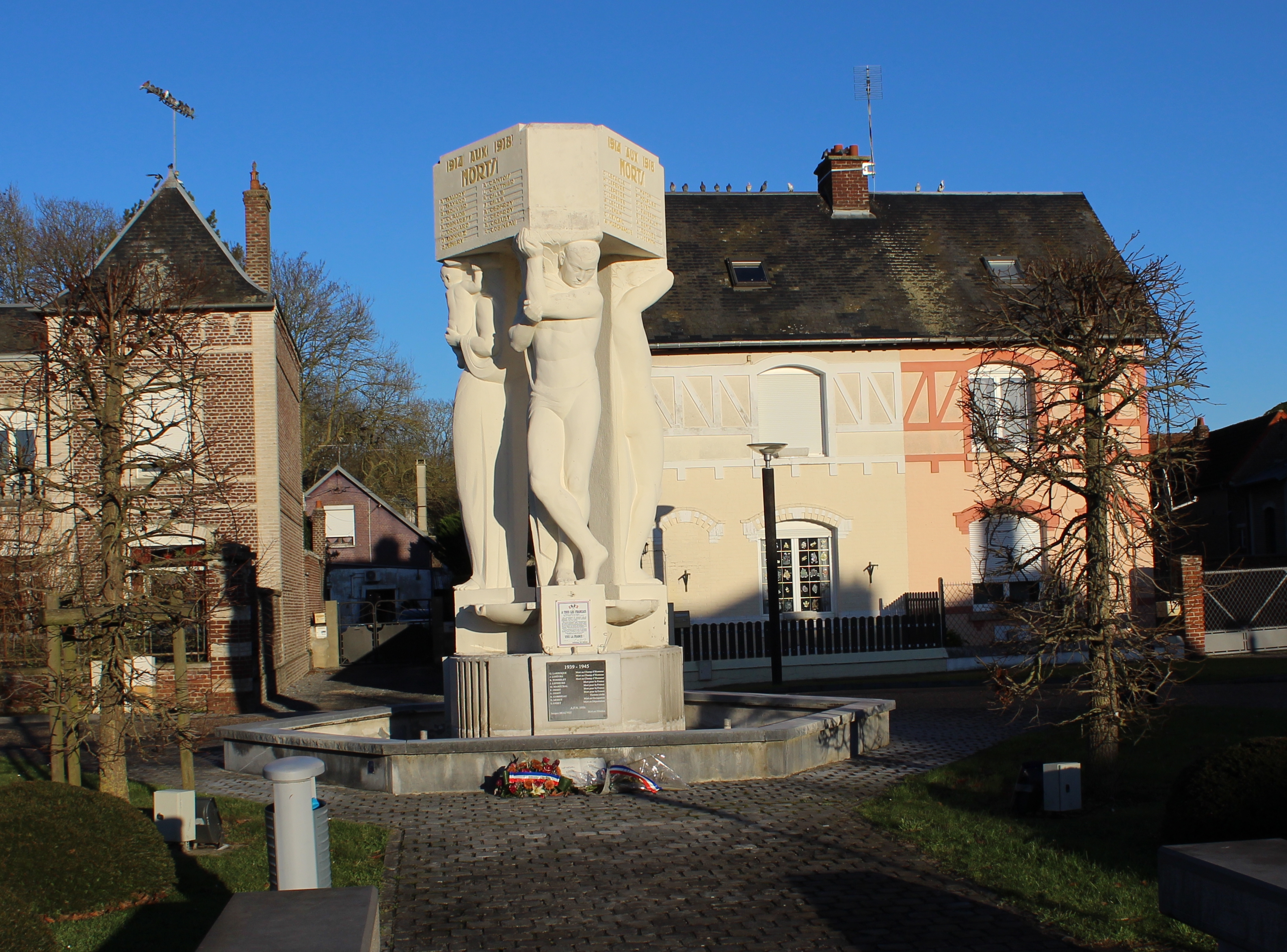
Le monument aux morts.
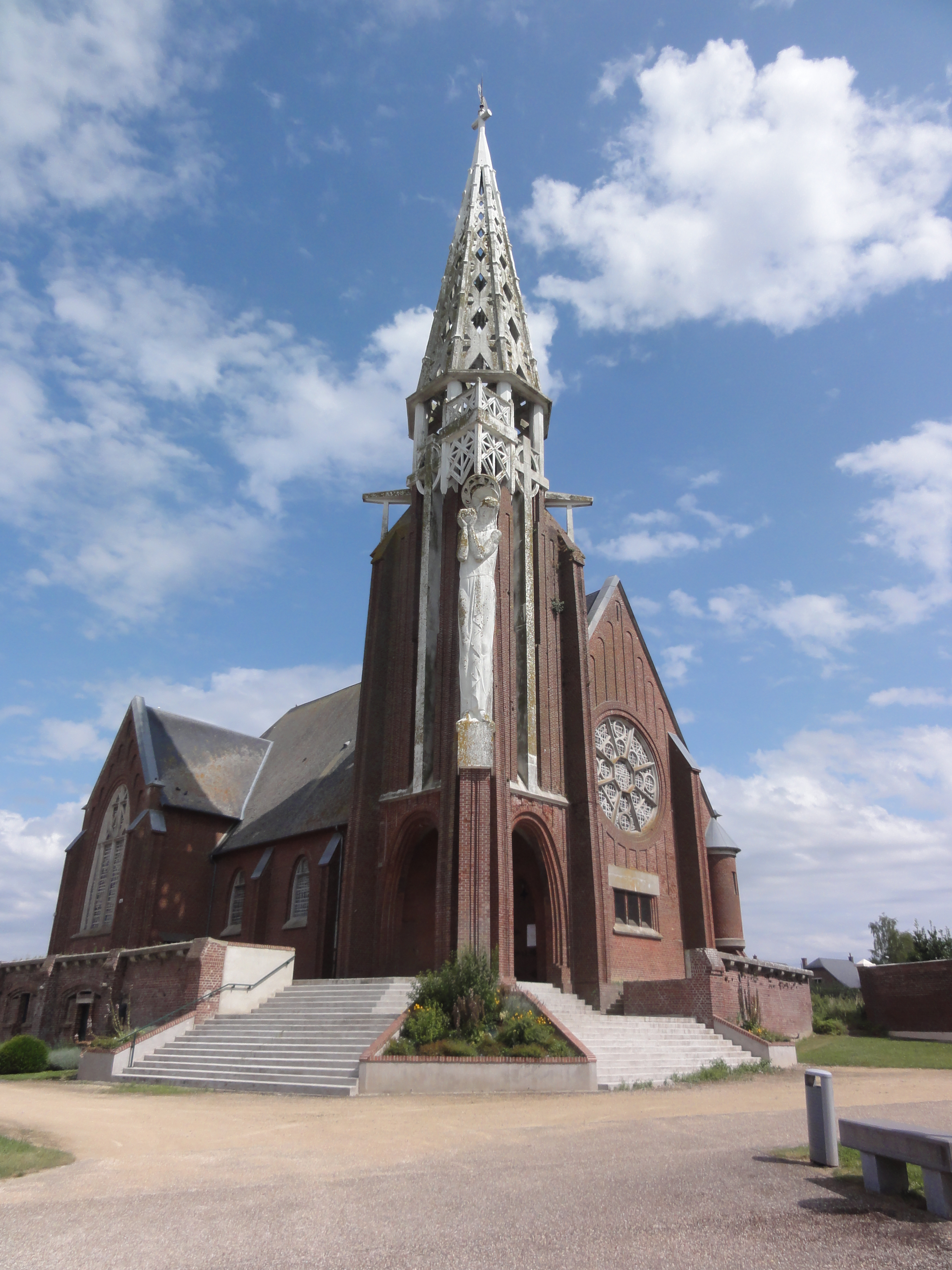
Église Saint-Quentin.
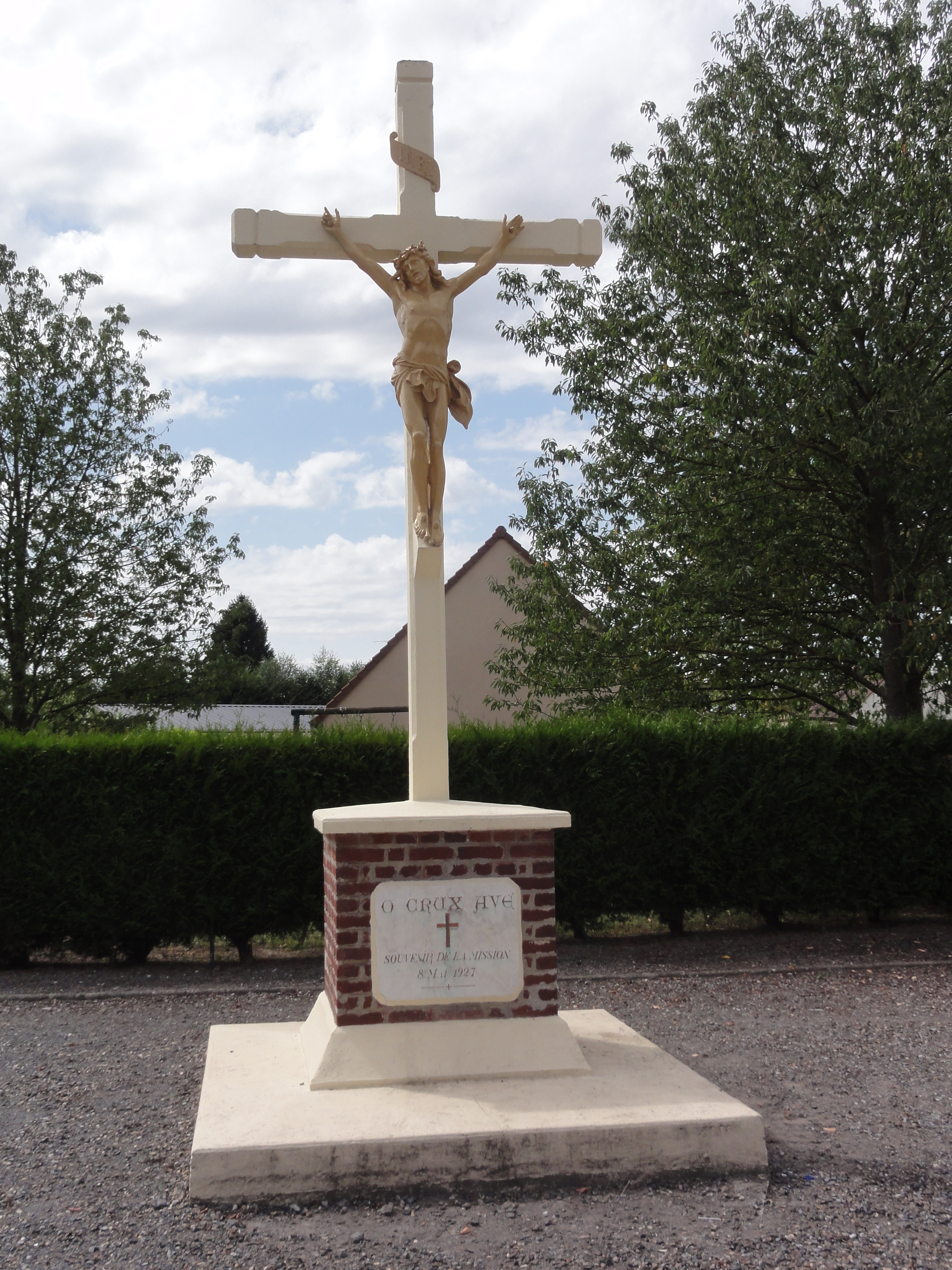
Croix de mission.

### Personnalités liées à la commune
- Jacques Beauvez : aviateur (a donné son nom à l'école du village).

### Héraldique
| Blason de Jussy | Blason  | Taillé de gueules à la hure de sanglier de sable* allumée et défendue d'argent, et d'or au trèfle de sinople ; à la cotice ondée en barre d'azur brochant sur la partition ; le tout surmonté d'un comble d'azur chargé de l'inscription d'argent « JUSSY 02 », les chiffres plus petits et accostée de deux épis de blé tigés et feuillés d'or. |
| Blason de Jussy | Détails | * Il y a là non-respect de la règle de contrariété des couleurs : ces armes sont fautives (sable sur gueules). L'hure renvoie à la famille de La Fons qui portait d'argent à trois hures de sanglier de sable arrachées de gueules. Le trèfle évoque les armes des De Langlois, seigneurs de Brouchy (aujourd'hui dans la Somme) le sont aussi de Jussy et Camas. En 1698, Jacques de Langlois, seigneur de Brouchy, est recensé dans la généralité de Soissons. Il porte de gueules à deux chevrons d'argent accompagnés de trois trèfles d'or, deux en chef et un en pointe. La barre d'azur représente le canal qui traverse la commune, et les épis, les agriculteurs exploitant les terres de la commune. Blason adopté par la municipalité en août 2018. |